# Südost
| Nordwest | Norden  | Nordost |
| Westen   | Kompass | Osten   |
| Südwest  | Süden   | Südost  |

Der Begriff Südost oder Südosten (SO, engl. SE) bezeichnet eine Nebenhimmelsrichtung, die die Winkelhalbierende zwischen den Richtungen Ost und Süd darstellt. Im Sinn eines Azimuts oder eines Kurses hat Südosten genau 135 Grad. Die Sonne befindet sich um 9:00 Uhr (Sonnenzeit) exakt im Südosten. Das Adjektiv dazu ist südöstlich.